# Toby Garbett
Toby Garbett (Chertsey, 14 de noviembre de 1976) es un deportista británico que compitió en remo.
Ganó cuatro medallas en el Campeonato Mundial de Remo entre los años 2000 y 2003. Participó en los Juegos Olímpicos de Atenas 2004, ocupando el séptimo lugar en la prueba de dos sin timonel.

## Palmarés internacional
| Campeonato Mundial | Campeonato Mundial | Campeonato Mundial | Campeonato Mundial |
| Año                | Lugar              | Medalla            | Prueba             |
| ------------------ | ------------------ | ------------------ | ------------------ |
| 2000               | Zagreb (Croacia)   | Medalla de oro     | Cuatro con timonel |
| 2001               | Lucerna (Suiza)    | Medalla de oro     | Cuatro sin timonel |
| 2002               | Sevilla (España)   | Medalla de plata   | Cuatro sin timonel |
| 2003               | Milán (Italia)     | Medalla de plata   | Cuatro sin timonel |